# Reichenbacher Vorstadt (Plauen)
Die Reichenbacher Vorstadt ist ein Stadtteil von Plauen im Stadtgebiet Ost.

## Geographie

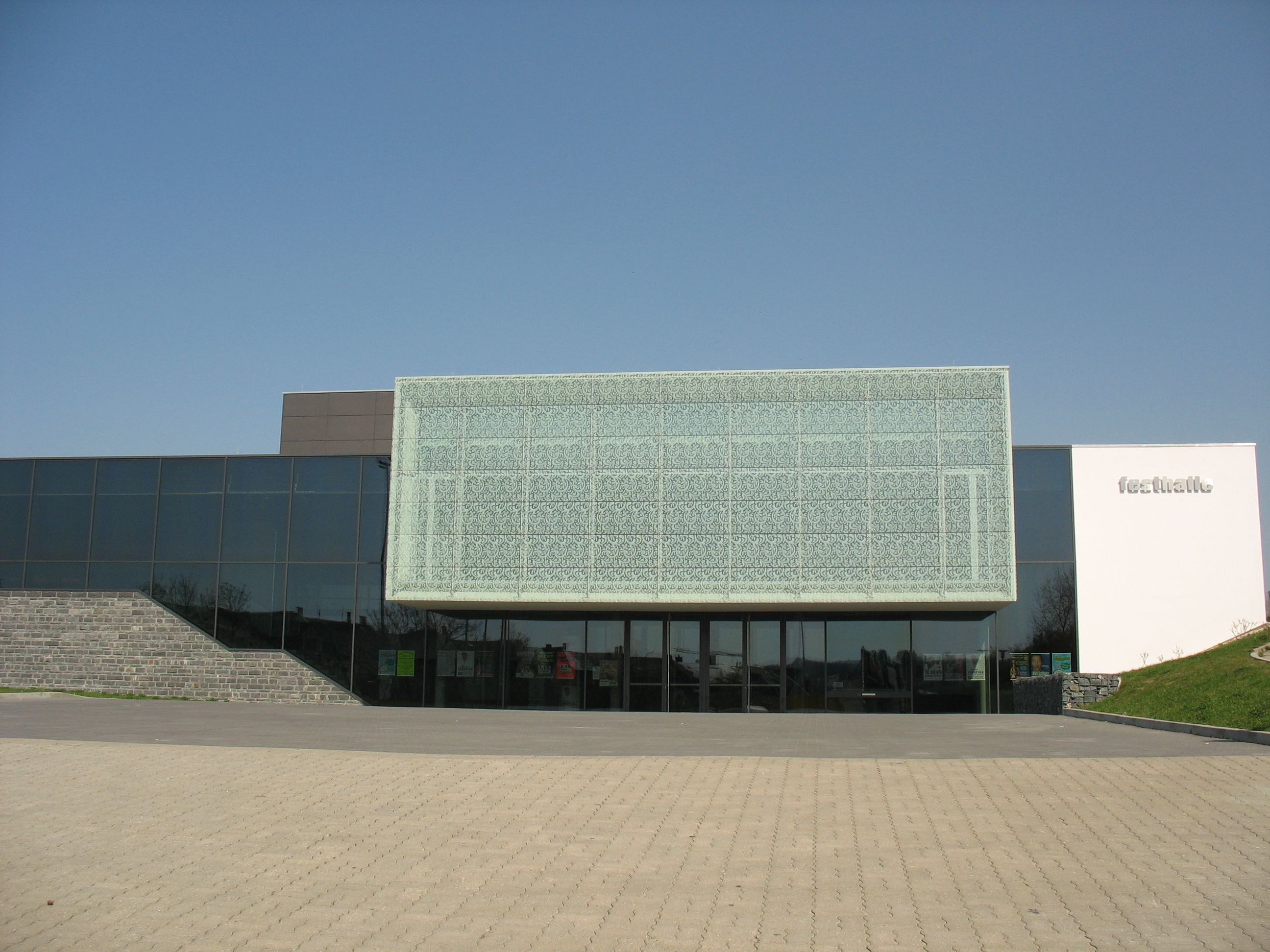
Die Festhalle in Plauen

Die als Siedlung vor der Plauener Stadtmauer an der Straße nach Reichenbach im Vogtland entstandene Reichenbacher Vorstadt liegt im östlichen Zentrum Plauens (in der Gemarkung Plauen) und grenzt an vier weitere Stadtteile.
| Hammertorvorstadt |                                             | Chrieschwitz |
|                   | Kompassrose, die auf Nachbargemeinden zeigt |              |
| Ostvorstadt       | Reusa mit Sorga                             |              |

Im Norden und Nordwesten wird der Stadtteil durch die Weiße Elster begrenzt, entlang deren Ufer hauptsächlich Kleingärten angelegt wurden. Etwa in der Mitte des Stadtteils befindet sich die Plauener Festhalle mit dem zentralen Festplatz auf dem regelmäßig Veranstaltungen stattfinden. Im Süden, an der Grenze zu Reusa, befindet sich ein Teil des städtischen Krankenhauses. Bis auf Ausnahmen im Osten des Stadtteils herrscht eher eine lockere Bebauung vor.

## Öffentlicher Nahverkehr
Die Plauener Straßenbahn GmbH bedient den Stadtteil mit mehreren Straßenbahnlinien und der Stadtbuslinie B/Bx. Dadurch werden Verbindungen in die Innenstadt, die Ostvorstadt, Chrieschwitz und Reusa hergestellt.
Im Südwesten des Stadtteils liegt der Haltepunkt Plauen Mitte, der mit der RB 4 von der Vogtlandbahn bedient wird. Dort fahren Züge nach Gera, Greiz und Adorf sowie die TaktBus-Linie 92 nach Bad Elster.